# パートス
パートス（Paatos）は、1999年にレイネ・フィスケとスフェファン・ディムレ（両名ともランドベルクのメンバー）、ペトロネッラ・ネッテルマルム、リカルド・ネッテルマルム、ヨハン・ワレンによって結成されたスウェーデンのロック・バンドである。パートスはポーティスヘッドやマッシヴ・アタックなどのバンドから影響を受けているが、通常はプログレッシブ・ロックに分類されている。

## 略歴
パートスは、1999年にスウェーデンのバンドであるランドベルクのレイネ・フィスケとスフェファン・ディムレ、そして「Agg」というバンドのリカルド・ネッテルマルムとヨハン・ワレンによって結成された。バンドは、タリッド・リンドクヴィスト (Turid Lindqvist)と一緒にフォークロック・フェスティバルに出演し、その後、ボーカルにリカルドの妻であるペトロネッラ・ネッテルマルムを採用した。
バンドは2001年春にEP『Perception/Tea』をリリース。翌年、フェスティバルの映画として上映された『ノスフェラトゥ』のサウンドトラック用に音楽を構成および演奏し、デビュー・アルバム『タイムロス』をリリースした。このアルバムは、ヤン・ハンソン (Jan Hansson)によってアトランティック・スタジオでミックスされた。
2003年に、レイネ・フィスケがペーテル・ニランデルに交代した。
2009年4月、ステファン・ディムレとヨハン・ワレンがパートスを脱退したことを発表。同年12月、バンドは新メンバーでベーシストのウフス・ロッキス・イヴァルソンを迎えていると発表された。

## ディスコグラフィ

### スタジオ・アルバム
- 『タイムロス』 - Timeloss (2002年)
- 『カロケイン』 - Kallocain (2004年)
- Silence of Another Kind (2006年)
- 『ブリージング』 - Breathing (2011年、Glassville Records)
- 『V (ファイヴ)』 - V (2012年) ※新曲4曲+旧曲のリワーク4曲
- Ligament (2025年)

### ライブ・アルバム
- 『センサーズ』 - Sensors (2008年)

### EP
- Perception/Tea (2001年)